# Dmitrij Armianinow
Dmitrij Michajłowicz Armianinow (ros. Дмитрий Михайлович Армянинов, ur. w styczniu 1910 we wsi Zołotkowo w guberni jarosławskiej, zm. 17 maja 1949 w Moskwie) – funkcjonariusz radzieckich organów bezpieczeństwa, pułkownik, szef Zarządu NKGB/MGB obwodu baranowickiego (1944–1946).

## Życiorys
Od 1931 w WKP(b), od września 1931 do marca 1937 pracownik artelu „Stankoriemont” w Leningradzie, do 1934 skończył 4 kursy fakultetu robotniczego przy Leningradzkim Instytucie Chemiczno-Technologicznym, od marca 1937 do marca 1938 szef wydziału w artelu „Maszynostroitiel” w Leningradzie, 1938 ukończył 3 kursy Leningradzkiego Instytutu Przemysłowego. Od marca 1938 pomocnik szefa Oddziału V Wydziału III Zarządu Bezpieczeństwa Państwowego (UGB) NKWD Białoruskiej SRR, 1938–1939 sekretarz ludowego komisariatu spraw wewnętrznych Białoruskiej SRR, od 1939 do czerwca 1940 pełnomocnik operacyjny i szef Oddziału Zarządu NKWD obwodu mohylewskiego, od czerwca 1940 do marca 1941 szef Wydziału III UGB Zarządu NKWD obwodu mohylewskiego. Od marca do sierpnia 1941 szef Międzyrejonowego Oddziału NKGB w obwodzie mohylewskim, od sierpnia 1941 do 1942 starszy pełnomocnik Wydziału IV Zarządu NKWD obwodu orłowskiego, 1942–1943 dowódca Grupy Operacyjnej NKWD Białoruskiej SRR na rejon łoźnieński (obwód witebski), od 11 lutego 1943 major, 1943–1944 podpułkownik w zgrupowaniu partyzanckim w obwodzie baranowickim. Kierował pracą wywiadowczą i kontrwywiadowczą w obwodzie baranowickim, zamierzał zniszczyć Armię Krajową działającą na Nowogródczyźnie siłami organów bezpieczeństwa i wywiadu – nakazywał łapać dowódców AK i zbierać od nich wszelkie informacje, rozwijać działalność wywrotową i dywersyjną za pośrednictwem agentury i sparaliżować działalność oddziałów AK od wewnątrz. Od października 1944 do 22 października 1946 szef Zarządu NKGB/MGB w obwodzie baranowickim, od 8 lutego 1945 pułkownik, od września 1946 do października 1948 radca Ambasady ZSRR w Jugosławii i jednocześnie rezydent MGB ZSRR – Komitetu Informacji Ministerstwa Spraw Zagranicznych ZSRR w Jugosławii.

## Odznaczenia
- Order Czerwonego Sztandaru (dwukrotnie - 1 stycznia 1944 i 21 kwietnia 1945)
- Order Wojny Ojczyźnianej I klasy (15 sierpnia 1944)
- Order Czerwonej Gwiazdy (dwukrotnie - 20 września 1943 i 16 września 1945)
- Odznaka „Zasłużony Funkcjonariusz NKWD” (17 kwietnia 1946)

Medale zagraniczne i 4 medale ZSRR.